# Allococalodes alticeps
Allococalodes alticeps is een spinnensoort in de taxonomische indeling van de springspinnen (Salticidae).
Het dier behoort tot het geslacht Allococalodes. De wetenschappelijke naam van de soort werd voor het eerst geldig gepubliceerd in 1982 door Fred R. Wanless.